# Chilabothrus angulifer
Chilabothrus angulifer (кубинський удав) — вид змій родини удавових (Boidae). Ендемік Куби.

## Опис
Загальна довжина сягає 4,5 м. Голова з широкою основою та притупленою на кінці мордою. Тулуб стрункий, м'язистий, кремезний. Забарвлення коричневе з малюнком з розташованих у шаховому порядку темно-коричневих ромбічних плям. Луска тулуба має характерний райдужний відблиск. Кубинські удави є найбільшими зміями Куби та одними з найбільших змій Північній Америці.

## Поширення і екологія
Кубинські удави поширені на Кубі та на сусідніх островах Ісла-де-ла-Хувентуд, Лос-Канарреос, Колорадос і Сабана-Камагуей. Вони живуть у вологих і напівлистяних тропічних лісах, хмарних лісах, прибережних лісах і колючих лісах, у порослих деревами кам'янистих біотопах, іноді трапляються на плантаціях. на висоті до 1214 м над рівнем моря. Живляться переважно кажанами, а також мишами, хутіями, птахами і молодими черепахами. У пошуках здобичі часто забираються в печери. Яйцеживородні. Статева зрілість настає у 3 роки. Вагітність триває 3 місяці. Самиця народжує 15—20 дитинчат